# براد ليتل
براد ليتل (بالإنجليزية: Brad Little)‏ هو سياسي أمريكي، ولد في 15 فبراير 1954 في إيميت في الولايات المتحدة. حزبياً، نشط في الحزب الجمهوري. وقد انتخب عضو مجلس ولاية أيداهو.

## وصلات خارجية
- الموقع الرسمي